# 南アフリカでの3人のロシア人と3人のイギリス人の冒険
『南アフリカでの3人のロシア人と3人のイギリス人の冒険』（みなみアフリカでのさんにんのロシアじんとさんにんのイギリスじんのぼうけん、Aventures de trois Russes et de trois Anglais dans l'Afrique australe) はジュール・ヴェルヌの冒険小説。雑誌掲載後、1872年に驚異の旅シリーズとして刊行された。

## ストーリー
1854年、イギリスとロシアの共同委員会は、18か月間の作業で南アフリカのケープ植民地の子午線弧を測定することにした。
実行グループは、イギリス人の天文学者エベレスト大佐、ウィリアム・エメリー、ジョン・マレー卿の3名と、ロシア人の天文学者マティアス・ストラクス、ニコラス・パランダー、マイケル・ゾーンの3名、そして中道的なフランス人の科学者で構成されており、モクウムという勇敢なサン人も同行している。
物語が進むにつれ、グループの2人のリーダー、エベレストとストラクスは国家の違いと学者のプライドをめぐり、常に衝突する。やがて、1854年にクリミア戦争が勃発したことを知るに及び、国家の違いを理由として調査隊は別々に調査活動を進めるために別れた。しかし、当地の部族マコロロスの脅威に直面し、ロシアとイギリスの科学者たちは国籍の違いを乗り越えて、協同で研究を終えるために合流する。

## 解説
メートル法の導入は、準備段階ではなかなか進まなかった。イギリスは技術的に有利な立場だったが、ロシアも追いつきたいと考えていた。小説の中で、ヴェルヌはそれに必要な地理的・測地学的な情報を提供している。科学的な根拠は地表と目盛りの正確な測定にあるが、測定の手順も詳細に説明されている。

## 登場人物
- エベレスト大佐 - イギリス人の科学者
- ジョン・マレー卿 - イギリス人の科学者
- ウィリアム・エメリー - イギリス人の科学者
- マティアス・ストラクス - ロシア人の科学者
- ニコラス・パランダー - ロシア人の科学者
- マイケル・ゾーン - ロシア人の科学者
- モクウム - 現地ガイド
- モクウムの犬
- ムリバハン - 現地ガイド
- トーマス・デール牧師

## 出版
本作品は、1871年11月20日から1872年9月5日まで教育娯楽雑誌に連載され、同年に刊行された驚異の旅シリーズ「洋上都市」に収録された。

### 日本語訳
原抱一庵訳『三英三露 大観測』1890年

## 文献

### 底本
- Jules Verne: Abenteuer von drei Russen und drei Engländern in Afrika. Nach einer alten Übersetzung bearbeitet von Manfred Hoffmann. Verlag Neues Leben, Berlin 1989, ISBN 3-355-00864-8.

### 二次的文献
- Jacques Crovisier, Géodésiens et astronomes réels ou fictifs dans les ‚Aventures de trois Russes et de trois Anglais dans l’Afrique Australe, Verniana 1992.
- Heinrich PletichaJules Verne Handbuch, Deutscher Bücherbund / Bertelsmann, 2005.
- Volker Dehs, Ralf Junkerjürgen Jules Verne. Stimmen und Deutungen zu seinem Werk, Phantastische Bibliothek Wetzlar, 2005.
- Volker Dehs, Jules Verne. Eine kritische Biographie, Artemis & Winkler, 2005 ISBN 3-538-07208-6
- Brian Taves u. a., The Jules Verne Encyclopedia, Scarecrow Press, 1996.